# Matula, la série
Matula, la série (Matula - Die Serie) est une série télévisée allemande de trois téléfilms de 90 minutes diffusés entre le 14 avril 2017 et le 19 avril 2019 sur ZDF. Elle est dérivée de la série Un cas pour deux (Ein Fall für zwei) et est basée sur la poursuite des enquêtes de son ancien personnage principal : Josef Matula.
Cette série est inédite dans tous les pays francophones.

## Synopsis
Alors que le détective privé Josef Matula a tourné la page du partenariat avec un avocat, il reprend du service en solo après quelques petits boulots hors de son domaine .

## Distribution
- Claus Theo Gärtner : Josef Matula
- Mumford (chien) : Dr Renz

## Épisodes

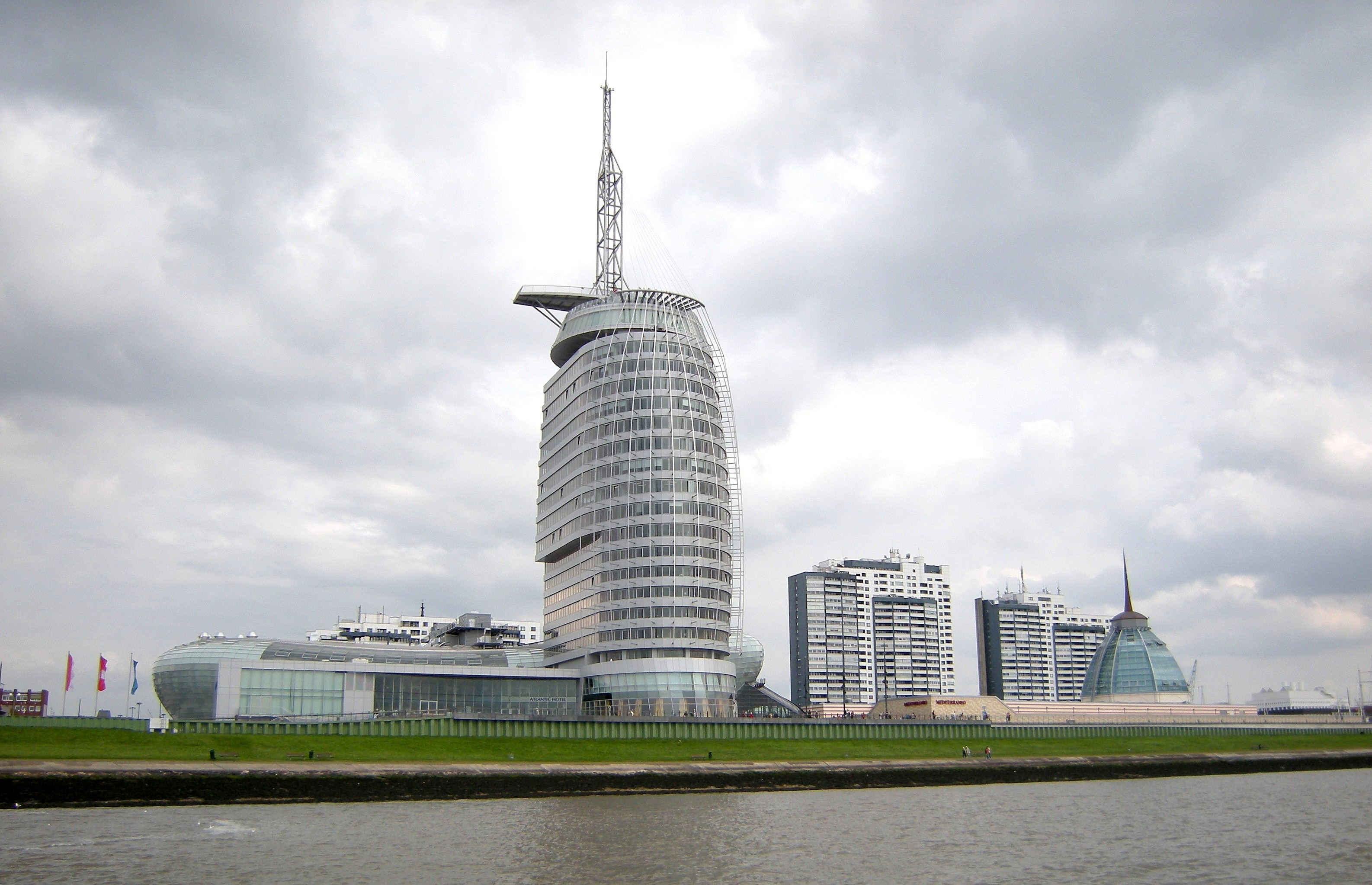
Le centre de conférence de Bremerhaven, principal lieu de l'intrigue.

### Matula
- Allemagne : 14 avril 2017 sur ZDF

- Allemagne : 5,26 millions de téléspectateurs (16,8 %)[1] (première diffusion)

- Sinja Dieks : Helen Petersen
- Ulrike Krumbiegel (de) : Ann-Gret Dahus
- Götz Schubert : Dr Claas Jessen
- Thomas Sarbacher : Prof Rolf Lech
- Lutz Herkenrath
- Anna Böttcher
- Josephine Ehlert
- Benjamin Morik
- Willi Gerk
- Torsten Hammann
- Josef Heynert
- Bernd Gajkowski
- Renate Delfs
- Guido A. Schick

- Cet épisode signe le retour des aventures du détective privé Matula, en solo cette fois-ci.
- La rupture entre Un cas pour deux et Matula est montrée dès les premières scènes par son départ du lieu emblématique de ses anciennes aventures, Francfort-sur-le-Main, pour un nouvel endroit, un nouveau départ.

### Der Schatten des Berges
- Allemagne : 5,09 millions de téléspectateurs (16,8 %)[2] (première diffusion)

- Frederic Linkemann : Valentin Leipold
- Marlene Morreis : Nora Wiesner
- Harald Windisch : Janosch Grebe
- Martin Feifel : Peter Otting
- Ferdinand Dörfler : Stefan Kleber
- Joachim Raaf : Ludwig Berger
- Hans-Michael Rehberg : Franz Bornholt
- Eisi Gulp : pilote de course
- Christina Baumer : Kellnerin Froni
- Sebastian Edtbauer : Martin Wiesner
- Tanja Mairhofer : Susanne Wiesner
- Monika Manz : Margot Frieder
- Anne-Marie Stemmer

- Cet épisode a été tourné au mois de mai 2017[4].
- Dernière apparition à l'écran de l'acteur Hans-Michael Rehberg, mort le 7 novembre 2017.
- L'épisode n'est pas sans rappeler une pièce de théâtre de Friedrich Dürrenmatt intitulée La Visite de la vieille dame.

### Tod auf Mallorca
- Allemagne : 4,37 millions de téléspectateurs (15,6 %)[5] (première diffusion)

- Heike Trinker : Karin Weißbach
- Proschat Madani : Angela Bremer
- Violetta Schurawlow : Maria Schubert-Sanchez
- Carlos Lobo : Raphael Herras
- Michael Roll : Robert Bremer
- Jochen Horst : Ingo Schumann
- Tonio Arango : Silvio Mendes
- Lukas Piloty : Sascha Rowalt
- Zulma Angelica : Eva Diaz
- Janina Elkin : Inés Ramos
- Marcel Rodriguez : Mateo Torres
- Richard van Weyden : Peter Janek
- Jessica Maria Garbe
- Stefan Weinert : banquier espagnol

- Cet épisode a été tourné d'octobre à novembre 2018[7].
- Dans cet épisode, Matula s'apprête à prendre un vol pour Francfort-sur-le-Main, laissant supposer que le personnage y reste toujours malgré ses nombreuses aventures.

## Commentaires
- Le chien de Matula s'appelle Dr Renz, ce qui n'est pas sans rappeler le premier partenaire de Matula dans Un cas pour deux, Dr Dieter Renz.
- Les inédits sont diffusés chaque Vendredi saint.